# Liste der Nummer-eins-Country-Alben in den USA (2011)
Dies ist eine Liste der Nummer-eins-Alben in den von Billboard ermittelten Verkaufscharts für Country-Alben in den USA im Jahr 2011. In diesem Jahr gab es neunzehn Nummer-eins-Alben.

| ← 2010 ← | Liste der Nummer-eins-Country-Alben in den USA | Liste der Nummer-eins-Country-Alben in den USA | Liste der Nummer-eins-Country-Alben in den USA | 2012 →                    |
| \| Zeitraum \| Wo. ges. \| Interpret \| Titel \| Zusätzliche Informationen \| \| (Zeitraum, Wochen auf Platz eins, Interpret, Titel, zusätzliche Informationen) \| \| \| \| \| \| ------------------------------------------------------------------------------ \| -------- \| ----------------------------- \| ---------------------------- \| ------------------------- \| \| 1. Januar 2011 – 18. Februar 2011 7 Wochen (insgesamt 10) \| 10 \| Taylor Swift \| Speak Now[1] \| — \| \| 19. Februar 2011 – 4. März 2011 2 Wochen (insgesamt 2) \| 2 \| Jason Aldean \| My Kinda Party[2] \| — \| \| 5. März 2011 – 18. März 2011 2 Wochen (insgesamt 31) \| 31 \| Lady Antebellum \| Need You Now[3] \| — \| \| 19. März 2011 – 25. März 2011 1 Woche (insgesamt 1) \| 1 \| Aaron Lewis \| Town Line[4] \| — \| \| 26. März 2011 – 8. April 2011 2 Wochen (insgesamt 2) \| 2 \| Sara Evans \| Stronger[5] \| — \| \| 9. April 2011 – 29. April 2011 3 Wochen (insgesamt 5) \| 5 \| Jason Aldean \| My Kinda Party \| — \| \| 30. April 2011 – 13. Mai 2011 2 Wochen (insgesamt 2) \| 2 \| Alison Krauss & Union Station \| Paper Airplane[6] \| — \| \| 14. Mai 2011 – 10. Juni 2011 4 Wochen (insgesamt 9) \| 9 \| Jason Aldean \| My Kinda Party \| — \| \| 11. Juni 2011 – 24. Juni 2011 2 Wochen (insgesamt 2) \| 2 \| Brad Paisley \| This Is Country Music[7] \| — \| \| 25. Juni 2011 – 1. Juli 2011 1 Woche (insgesamt 1) \| 1 \| Ronnie Dunn \| Ronnie Dunn[8] \| — \| \| 2. Juli 2011 – 8. Juli 2011 1 Woche (insgesamt 10) \| 10 \| Jason Aldean \| My Kinda Party \| — \| \| 9. Juli 2011 – 15. Juli 2011 1 Woche (insgesamt 1) \| 1 \| Justin Moore \| Outlaws Like Me[9] \| — \| \| 16. Juli 2011 – 29. Juli 2011 2 Wochen (insgesamt 12) \| 12 \| Jason Aldean \| My Kinda Party \| — \| \| 30. Juli 2011 – 12. August 2011 2 Wochen (insgesamt 2) \| 2 \| Blake Shelton \| Red River Blue[10] \| — \| \| 13. August 2011 – 26. August 2011 2 Wochen (insgesamt 2) \| 2 \| Eric Church \| Chief[11] \| — \| \| 27. August 2011 – 9. September 2011 2 Wochen (insgesamt 2) \| 2 \| Luke Bryan \| Tailgates & Tanlines[12] \| — \| \| 10. September 2011 – 16. September 2011 1 Woche (insgesamt 1) \| 1 \| Pistol Annies \| Hell on Heels[13] \| — \| \| 17. September 2011 – 23. September 2011 1 Woche (insgesamt 1) \| 1 \| Jake Owen \| Barefoot Blue Jean Night[14] \| — \| \| 24. September 2011 – 30. September 2011 1 Woche (insgesamt 1) \| 1 \| George Strait \| Here for a Good Time[15] \| — \| \| 1. Oktober 2011 – 21. Oktober 2011 3 Wochen (insgesamt 3) \| 3 \| Lady Antebellum \| Own the Night[16] \| — \| \| 22. Oktober 2011 – 11. November 2011 3 Wochen (insgesamt 3) \| 3 \| Scotty McCreery \| Clear as Day[17] \| — \| \| 12. November 2011 – 18. November 2011 1 Woche (insgesamt 1) \| 1 \| Toby Keith \| Clancy's Tavern[18] \| — \| \| 19. November 2011 – 2. Dezember 2011 2 Wochen (insgesamt 1) \| 1 \| Miranda Lambert \| Four the Record[19] \| — \| \| 3. Dezember 2011 – 16. Dezember 2011 2 Wochen (insgesamt 5) \| 5 \| Scotty McCreery \| Clear as Day \| — \| \| 17. Dezember 2011 – 23. Dezember 2011 1 Woche (insgesamt 4) \| 4 \| Lady Antebellum \| Own the Night \| — \| \| 24. Dezember 2011 – 30. Dezember 2011 1 Woche (insgesamt 6) \| 6 \| Scotty McCreery \| Clear as Day \| — \| |                                                |                                                |                                                |                           |
| ← 2010 |                                                |                                                |                                                | → 2012 →                  |
| Zeitraum | Wo. ges.                                       | Interpret                                      | Titel                                          | Zusätzliche Informationen |
| (Zeitraum, Wochen auf Platz eins, Interpret, Titel, zusätzliche Informationen) |                                                |                                                |                                                |                           |
| 1. Januar 2011 – 18. Februar 2011 7 Wochen (insgesamt 10) | 10                                             | Taylor Swift                                   | Speak Now                                      | —                         |
| 19. Februar 2011 – 4. März 2011 2 Wochen (insgesamt 2) | 2                                              | Jason Aldean                                   | My Kinda Party                                 | —                         |
| 5. März 2011 – 18. März 2011 2 Wochen (insgesamt 31) | 31                                             | Lady Antebellum                                | Need You Now                                   | —                         |
| 19. März 2011 – 25. März 2011 1 Woche (insgesamt 1) | 1                                              | Aaron Lewis                                    | Town Line                                      | —                         |
| 26. März 2011 – 8. April 2011 2 Wochen (insgesamt 2) | 2                                              | Sara Evans                                     | Stronger                                       | —                         |
| 9. April 2011 – 29. April 2011 3 Wochen (insgesamt 5) | 5                                              | Jason Aldean                                   | My Kinda Party                                 | —                         |
| 30. April 2011 – 13. Mai 2011 2 Wochen (insgesamt 2) | 2                                              | Alison Krauss & Union Station                  | Paper Airplane                                 | —                         |
| 14. Mai 2011 – 10. Juni 2011 4 Wochen (insgesamt 9) | 9                                              | Jason Aldean                                   | My Kinda Party                                 | —                         |
| 11. Juni 2011 – 24. Juni 2011 2 Wochen (insgesamt 2) | 2                                              | Brad Paisley                                   | This Is Country Music                          | —                         |
| 25. Juni 2011 – 1. Juli 2011 1 Woche (insgesamt 1) | 1                                              | Ronnie Dunn                                    | Ronnie Dunn                                    | —                         |
| 2. Juli 2011 – 8. Juli 2011 1 Woche (insgesamt 10) | 10                                             | Jason Aldean                                   | My Kinda Party                                 | —                         |
| 9. Juli 2011 – 15. Juli 2011 1 Woche (insgesamt 1) | 1                                              | Justin Moore                                   | Outlaws Like Me                                | —                         |
| 16. Juli 2011 – 29. Juli 2011 2 Wochen (insgesamt 12) | 12                                             | Jason Aldean                                   | My Kinda Party                                 | —                         |
| 30. Juli 2011 – 12. August 2011 2 Wochen (insgesamt 2) | 2                                              | Blake Shelton                                  | Red River Blue                                 | —                         |
| 13. August 2011 – 26. August 2011 2 Wochen (insgesamt 2) | 2                                              | Eric Church                                    | Chief                                          | —                         |
| 27. August 2011 – 9. September 2011 2 Wochen (insgesamt 2) | 2                                              | Luke Bryan                                     | Tailgates & Tanlines                           | —                         |
| 10. September 2011 – 16. September 2011 1 Woche (insgesamt 1) | 1                                              | Pistol Annies                                  | Hell on Heels                                  | —                         |
| 17. September 2011 – 23. September 2011 1 Woche (insgesamt 1) | 1                                              | Jake Owen                                      | Barefoot Blue Jean Night                       | —                         |
| 24. September 2011 – 30. September 2011 1 Woche (insgesamt 1) | 1                                              | George Strait                                  | Here for a Good Time                           | —                         |
| 1. Oktober 2011 – 21. Oktober 2011 3 Wochen (insgesamt 3) | 3                                              | Lady Antebellum                                | Own the Night                                  | —                         |
| 22. Oktober 2011 – 11. November 2011 3 Wochen (insgesamt 3) | 3                                              | Scotty McCreery                                | Clear as Day                                   | —                         |
| 12. November 2011 – 18. November 2011 1 Woche (insgesamt 1) | 1                                              | Toby Keith                                     | Clancy's Tavern                                | —                         |
| 19. November 2011 – 2. Dezember 2011 2 Wochen (insgesamt 1) | 1                                              | Miranda Lambert                                | Four the Record                                | —                         |
| 3. Dezember 2011 – 16. Dezember 2011 2 Wochen (insgesamt 5) | 5                                              | Scotty McCreery                                | Clear as Day                                   | —                         |
| 17. Dezember 2011 – 23. Dezember 2011 1 Woche (insgesamt 4) | 4                                              | Lady Antebellum                                | Own the Night                                  | —                         |
| 24. Dezember 2011 – 30. Dezember 2011 1 Woche (insgesamt 6) | 6                                              | Scotty McCreery                                | Clear as Day                                   | —                         |